# サム・バージェス
サミュエル・バージェス（Samuel Burgess、1988年12月14日- ）はイングランドの元プロラグビーリーグ選手、ラグビーユニオン選手である。2000年代と2010年代にルースフォワード、プロップ、あるいはセカンドローのポジションでプレーした。ラグビーリーグのイギリス代表とイングランド代表、ラグビーユニオンのイングランド代表でプレーした。
プロレベルではイングランドのスーパーリーグのブラッドフォード・ブルズ、オーストラリアのNRLのサウスシドニー・ラビトーズでプレーした。ラビトーズは2014年にクラブ創設43年目で初めてのタイトルを獲得し、バージェスはグランドファイナルのマン・オブ・ザ・マッチに選ばれた。
2014年末、バージェスはユニオンにコードを転向し、バースへ移籍した。2015年8月にイングランド代表に招集され、デュアルコードインターナショナル（2つのフットボールコードでナショナルチームに選出された選手）となった。イングランド代表としてラグビーワールドカップ2015に出場した後、2016 NRLシーズンからラグビーリーグに復帰した。
2019年10月30日、バージェスは肩の怪我が原因で引退を発表した。
「スラミング・サム」の愛称でも知られる。

## 生い立ち
バージェスは1988年12月14日にウェスト・ヨークシャー、カークリーズ、リバーズエッジで生まれた。父マーク・バージェスはノッティンガム・シティ、ロッチデール・ホーネッツ、デューズベリー、ハンスレットでプレーしたラグビーリーグ選手であったが、筋萎縮性側索硬化症により死亡した。母のジュリーは教員であり、豪州ベルヴュー・ヒルのスコッツ・カレッジにて勤務。兄のルーク、弟の双子トムとジョージもプロラグビーリーグ選手である。
ヘックモンドワイク・グラマー・スクールで中等教育を受けた。

## タイトル獲得歴

### ラグビーリーグ
- NRL 優勝: 2014
- クライヴ・チャーチル・メダル（英語版）: 2014
- ジョージ・ピギンズ・メダル: 2014
- Jack Rayner Players' Player Award Winner: 2014
- Bob McCarthy Clubman of the Year Award Winner: 2014
- Burrow Appreciation Award Winner: 2014
- 2019: NRL team of the decade member 2010-2019.

### ラグビーユニオン
- プレミアシップ 準優勝: 2014/15